# Ludwig Schuller
Ludwig „Luk“ Schuller (* 30. Dezember 1923) ist ein ehemaliger deutscher Fußballspieler. Der Offensivspieler hat für die Vereine SSV Jahn Regensburg und BC Augsburg in der damals erstklassigen Fußball-Oberliga Süd von 1949 bis 1958 insgesamt 151 Ligaspiele absolviert und dabei 73 Tore erzielt.

## Karriere

### Vereine
Ludwig, genannt „Luk“, Schuller stammte aus Regensburg und war der Sohn eines Viehhändlers. Beim Aufsteiger in die Oberliga Süd zur Saison 1949/50, dem SSV Jahn Regensburg, lernte der Angreifer Ludwig Schuller erstmals die regionale Erstklassigkeit in Süddeutschland kennen. Der überwiegend auf den Flügelpositionen eingesetzte Stürmer debütierte am 4. September 1949 bei einer 1:2-Heimniederlage gegen den VfB Stuttgart auf Rechtsaußen im damaligen WM-System in der Oberliga Süd. Am zweiten Rundenspieltag, den 11. September, erzielte er beim 1:1-Auswärtsremis beim VfR Mannheim seinen ersten Oberligatreffer. Insgesamt kam er an der Seite des Jahn-Torjägers Josef Hubeny (23-13) auf 14 Einsätze, in denen er zwei Treffer erzielte. Jahn Regensburg stieg als 15. in das Amateurlager ab. Schuller schloss sich für eine Saison, 1950/51, der unterklassigen SpVgg Walhalla Regensburg an, ehe er 1951/52 in der 2. Liga Süd beim ASV Cham auf Torejagd ging. Die rot-weißen „Waldler“ aus der Oberpfalz erreichten zwar nur den 13. Rang, aber der Vizemeister der 2. Liga Süd 1951/52, der BC Augsburg, nahm den torgefährlichen Flügelstürmer zur Saison 1952/53 in der Oberliga Süd unter Vertrag. Der BCA feierte seinen Wiederaufstieg mit einem Freundschaftsspiel gegen den britischen Spitzenclub FC Liverpool. 35.000-Zuschaer feierten im Rosenaustadion mit. Als Gastspieler hatte der BCA den Flügelstürmer Luk Schuller vom ASV Cham im Team, der einige Wochen später einen Vertrag bei den „Hettenbachern“ unterschrieb.
Ab der Saison 1952/53 begann auch die Karriere von Ulrich Biesinger in der Oberliga Süd bei den Blau-Weißen vom Ballspiel-Club Augsburg. An der Seite von Georg Platzer, Ludwig Schlump und dem Neuzugang aus der 2. Liga Süd vom ASV Cham, Ludwig Schuller, erzielte Biesinger 13 Tore und der BCA kam auf ein Torverhältnis von 59:61 Toren und belegte mit 28:32 Punkten den 10. Rang. Schuller hatte in 28 Oberligaeinsätzen 17 Tore erzielt und damit die interne Torjägerliste angeführt. Beim 3:0-Auswärtserfolg am 15. März 1953 gegen die Stuttgarter Kickers erzielte der Linksaußen alle drei Tore für Augsburg. Mit dem BCA konnten Schuller und Kollegen nie um die Spitzenplätze in der Oberliga Süd konkurrieren, er zog deshalb auch nie in die Endrunde um die deutsche Meisterschaft ein. Den besten Oberligarang erreichten die BCA-Spieler dieser Ära in der Saison 1954/55, mit dem 7. Rang. Ludwig Schuller (17), Uli Biesinger (15) und Georg Platzer (15) führten die interne Torschützenliste an. Mit 72:60 Toren erreichte die BCA-Elf 32:28 Punkte und damit den 7. Rang. Schwaben Augsburg erreichte die gleiche Punktzahl mit 46:45 Toren und rangierte auf dem 8. Rang. Meister Offenbach erzielte 67 und Vizemeister Reutlingen 62 Treffer in dieser Runde. Mit den Angreifern Schlump, Gerhard Müller (* 22. Januar 1928), Biesinger, Platzer und Schuller hatte der BCA einen überdurchschnittlich torgefährlichen Angriff zur Verfügung. Die mangelnde Abwehrqualität verhinderte ein besseres Abschneiden.
Im Oberligadebütjahr von Helmut Haller, 1957/58, kam der 34-Jährige nochmals zu zehn Einsätzen, in denen er fünf Tore erzielte. Nach insgesamt 151 Einsätzen in der Oberliga Süd mit 73 Toren beendete Schuller im Sommer 1958 seine höherklassige Spielerlaufbahn. Nach dem Ende seiner Karriere in der Oberliga Süd spielte er noch 20 Jahre für die Datschiburger Kickers, deren Torschützenkönig er war.
Der torgefährliche Angreifer nahm an etlichen Begegnungen der Augsburger Stadtauswahl teil, so unter anderem gegen München (3:1), Rapid Wien (5:1), Newcastle United (2:4) und Partizan Belgrad (3:2). Er bildete dabei zumeist mit dem Schwaben-Techniker Georg Harlacher den linken Flügel der Augsburger Stadtauswahl.